# Otto Bloch
Otto Bloch (* 19. September 1885 in Zürich; † 9. Dezember 1917 in Bern) war ein Schweizer Maschineningenieur und Elektrotechniker.
Nachdem Bloch 1909 das Diplom als Maschineningenieur der ETH Zürich erworben hatte, doktorierte er 1912 als Assistent für Physik bei Pierre-Ernest Weiss mit Untersuchungen «Über die magnetischen Eigenschaften der Nickel-Kobalt-Legierungen». Im September 1911 wurde Bloch Experte für Elektrotechnik des Schweizerischen Amts für Geistiges Eigentum in Bern.
Bloch gehörte der Wandervogel-Bewegung seit deren Gründung 1907 an und tat sich als vehementer Verfechter des Abstinenz-Gedankens in der Bewegung hervor.

## Veröffentlichungen
- Die Berücksichtigung des Entwicklungssinnes in der theoretischen Elektrotechnik. In: Schweizerische Bauzeitung. 68. Jg., 9. September 1916, Nr. 11, S. 115–120.
- Ueber die Bestimmung der Ortskurven in der graphischen Wechselstromtechnik. 1. Teil. In: Schweizerische Bauzeitung. 68. Jg., 18. November 1916, Nr. 21, S. 237–241.
- Ueber die Bestimmung der Ortskurven in der graphischen Wechselstromtechnik. 2. Teil. In: Schweizerische Bauzeitung. 68. Jg., 25. November 1916, Nr. 22, S. 254–258.
- Die Ortskurven der graphischen Wechselstromtechnik nach einheitlicher Methode behandelt. Zürich 1917.